# Face Front
Face Front var en festival för osignad konst (osignade artister och konstnärer) med musik som ett stort inslag i Piteå, startad under 1990-talet och arrangerad fram till och med 2007. Face Front drevs först som en förening men blev en kommunal musikfestival i Piteå år 2002 då Piteå dansar och ler tog över arrangemanget. Festivalen riktade sig till unga artister och konstnärer, med ambitionen att skapa en arena där de fick möjlighet att visa upp och utveckla sitt skapande. Unga skapare inom film, foto, form och musik visade sina färdigheter och växlade kunskaper mellan varandra. Face Front-festivalen var under sin tid Sveriges största festival för osignade artister och demoband.